# ادی (مجموعه تلویزیونی)
ادی (به انگلیسی: The Eddy)، یک سریال اینترنتی آمریکایی در ژانر موزیکال درام است که توسط جک تورن ساخته شده‌است. دو قسمت نخست سریال را دیمین شزل که یکی از طراحان سریال نیز هست، کارگردانی کرده‌است. همچنین گلن بالارد آهنگساز سریال است. داستان سریال در شهر پاریس اتفاق می‌افتد و دیالوگ‌های آن به زبان‌های انگلیسی، فرانسوی و عربی است. فصل اول سریال در هشت قسمت و در تاریخ ۸ مه ۲۰۲۰ توسط نت‌فلیکس منتشر شد.
سریال با واکنش خوبی از سوی منتقدان همراه بود و در زمینه فضاسازی و تیم بازیگری ستایش شد.